# Fernando Labrada

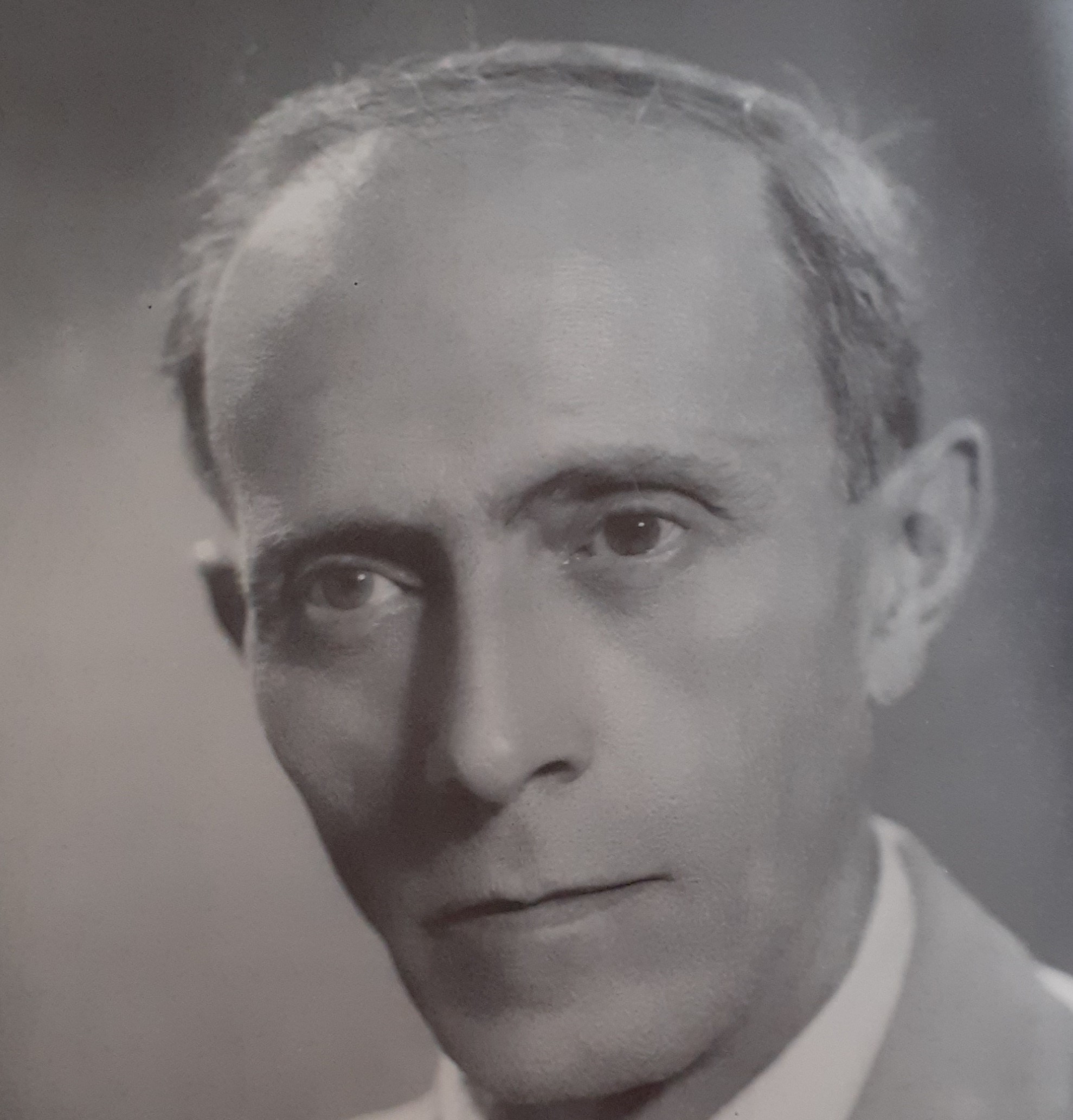
Fernando Labrada

Fernando Labrada Martín (Periana, provincia de Málaga, 8 de septiembre de 1888 - Madrid, 4 de enero de 1977) fue un pintor, grabador y restaurador de obras de arte.

## Biografía
Nació en Periana (provincia de Málaga). Su infancia transcurrió entre Málaga y Écija (Sevilla).
En Madrid, realizó el Bachillerato en el Instituto de San Isidro y al mismo tiempo, con apenas doce años, empezó a formarse como pintor en la Escuela de Bellas Artes de la Real Academia de San Fernando, donde fue discípulo de Antonio Muñoz Degraín en la pintura de paisaje. 
Completó sus estudios en Roma (Italia) como pensionado en la Academia de España en Roma, entre 1909 y 1912. Sus producción italiana es poco conocida, al haber quedado fuera de España. Ejemplo de ello es su Retrato de la condesa Vittoria Erminia Contini Bonacossi, de 1911, subastado en 2015 . La etapa de aprendizaje en Roma, y su posterior labor en la restauración de pinturas, hicieron a Labrada familiarizarse con la obra de los viejos maestros y llegar a recrear la técnica de algunos de ellos. En 1940 restauró el famoso Retrato del cardenal Tavera de El Greco, que había sido mutilado a cuchilladas durante la guerra civil.
Participó en varias exposiciones nacionales, obteniendo la Primera Medalla en la Exposición Nacional de 1922 con la obra Cabeza de estudio (tabla, 21 x 16 cm.; Museo de Málaga, depósito del Museo Reina Sofía), un retrato de su esposa Antonia Chércoles  que recuerda a primitivos flamencos del siglo XV como Hans Memling y Gerard David. La sorpresa que suscitó este pequeño óleo se trocó en éxito y reconocimiento, de modo que en los años siguientes Labrada pintó más efigies femeninas, casi todas con atuendo medieval, mediante una figuración nítida que se aproxima al hiperrealismo. 
Tomó parte en varias exposiciones internacionales en Italia, Alemania y Francia.
En 1934 fue elegido por unanimidad académico de la Academia de Bellas Artes de San Fernando. Fue docente en su Escuela y dirigió la Academia de España en Roma (1948-1952). Fue miembro del patronato del Museo del Prado.
Falleció en Madrid en 1977.

## Obras en museos
En el Museo del Prado:
- Estudio simbólico (el dragón y la bella)
- Estudio de artista

En la colección permanente del Museo de la  Real Academia de Bellas Artes de San Fernando:
- Retrato de señora
- Sonata 14 (II)
- Ría a Bajamar
- Interior del Interior del Círculo de Bellas Artes de Madrid
- Antonia

En el Museo de Málaga:  
- Cabeza de estudio (retrato de su mujer) (depósito del Museo Reina Sofía de Madrid )

## Otras obras
- Estampaciones y dibujos (332 obras) en la Biblioteca Nacional de España

- Planchas en la Calcografía Nacional